# Nydammen (Norrbärke socken, Dalarna)
Nydammen är en sjö i Smedjebackens kommun i Dalarna och ingår i Norrströms huvudavrinningsområde.